# Carcelia argyriceps
Carcelia argyriceps là một loài ruồi trong họ Tachinidae.